# FitsAir
FITS Aviation (Pvt) Limited (anteriormente conhecida como ExpoAir), é uma companhia aérea de Sri Lanka. Ela opera voos regulares de passageiros dentro do Sri Lanka, bem como voos internacionais de carga para várias cidades no Oriente Médio, Ásia e África, e também opera voos charter para a Índia. O slogan da empresa é Your Friend in the Skies.
ExpoAir foi a primeira companhia aérea no Sri Lanka a ser certificada sob os requisitos do anexo da Organização de Aviação Civil Internacional (ICAO), além de ser a primeira companhia aérea doméstica a ser certificada pelo Departamento de Aviação Civil a iniciar voos para Jafanapatão.

## História
A Expo Aviation foi fundada em 1997, com operações iniciando em 1998 usando 2 aeronaves Antonov An-8, que foram posteriormente substituídas por An-12s.
Em 2001, a Expo Aviation iniciou suas operações domésticas para Jafanapatão usando aeronaves Ilyushin Il-18 e Antonov An-26. Logo em seguida, a companhia passou a se chamar ExpoAir.
No ano seguinte, em 2002, a companhia aérea alugou 3 aeronaves Fokker F27 da Oman Air. Um IL-18 adicional começou a operar em 2003 e a ExpoAir lançou o treinamento da tripulação de cabine em 2004.
A partir de janeiro de 2012, a Expo Air relançou seus voos regulares de passageiros do Aeroporto de Ratmalana para o Aeroporto de Jafanapatão com um novo Cessna 208 Caravan. A aeronave tem 12 assentos e os passageiros podem chegar a Jaffna em menos de 1 hora.
Em 2019, a companhia aérea expandiu suas operações domésticas introduzindo voos regulares de Colombo para Balticaloa.
As operações domésticas programadas para Jafanapatão recomeçaram em fevereiro de 2020 com 3 voos semanais operados em seu ATR 72-200.
Em novembro de 2020, a companhia aérea alugou um ex-Thomas Cook Airbus A321 modificado para transportar cargas para operar voos diretos para Dubai.

## Frota
Em junho de 2021, a frota da FitsAir inclui as seguintes aeronaves: